# Col·legi de Sant Gregori
El Col·legi de Sant Gregori (en espanyol Colegio de San Gregorio) va ser construït a final del segle xv per iniciativa de fra Alonso de Burgos, bisbe de la diòcesi de Palència com a centre d'estudis teològics.
Amb un estil gòtic flamíger, té una façana i un pati amb una refinada ornamentació remarcable.
En l'actualitat és la seu del Museu Nacional d'Escultura.

## Història
La Universitat de Valladolid va ser fundada al segle xiii durant el regnat d'Alfons X el Savi, com en altres països es va potenciar l'aparició de centres col·legials, de manera que tardanament s'hi va crear el Col·legi de Sant Gregori, que van actuar en paral·lel o de forma complementària respecte a la vida universitària. A Valladolid es va crear a més el Col·legi Major Santa Creu també a finals del segle xv.
La creació del col·legi, sota l'advocació del doctor de l'Església  sant Gregori, va ser obra del dominic Alonso de Burgos, bisbe de la diòcesi de Palència i confessor dels Reis Catòlics. Alonso de Burgos en va condicionar la fundació a l'obtenció de la comunitat dominica de Sant Pau dels terrenys per construir-hi la seva pròpia capella funerària, que serviria igualment per als alumnes del col·legi.
Les obres de la capella van començar el 1484 i van finir devers 1490, segons resa una inscripció. La construcció no va ser exempta d'incidents, es va multar els seus artífexs el 1488 perquè la fàbrica hauria sigut defectuosa.
Les obres del col·legi van començar el 1488 encara que ja s'havia començat la construcció de la capella funerària, la porta d'entrada de la qual es percep en el creuer sud de l'Església conventual de Sant Pau.
L'edifici era finit devers 1496. El procés de construcció es va fer des de l'interior cap a l'exterior. El pati principal i, per tant, les sales i cel·les que s'hi obrien tenen una cronologia més antiga que la de la façana principal: els escuts reals plaçats a les cantonades del pati, com que no presenten una granada, indiquen que es va fer abans de 1492.

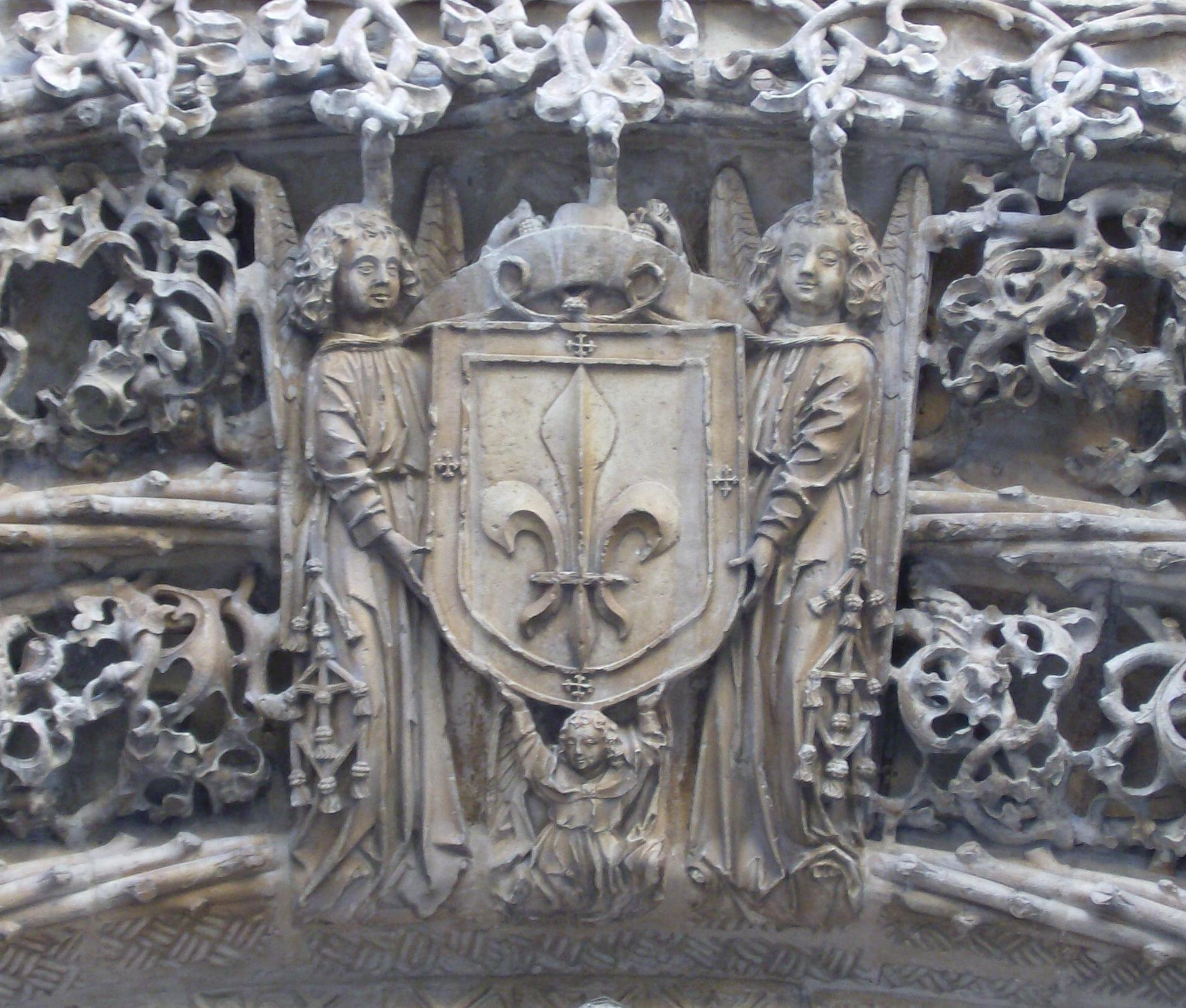
La flor de lis, emblema del fundador del Col·legi.

L'absència de documentació sobre la història de la construcció així com la barreja de diversos elements estilístics dificulten l'atribució tant del programa ornamental de l'edifici com de la realització de les diferents unitats arquitectòniques.
La forma de la façana principal es relaciona amb el taller de Gil de Siloé, encara que també presenta elements propis de l'escola toledana.
El pati del col·legi, que s'ha relacionat amb el palau del Infantado de Guadalajara, es va atribuir a l'arquitecte Juan Guas encara que certs motius arquitectònics i decoratius van ser emprats per Bartolomé Solórzano, mestre de la catedral de Palència, i actiu en la mateixa època a Valladolid.
Finalment, la capella del  col·legi sembla de Simón de Colonia, encara que hi van poder intervenir els mestres Juan Guas i Juan de Talavera
Les aules es van destinar principalment a l'ensenyament de la teologia, i amb això es van completar amb això el conjunt de matèries que s'impartien a la Universitat de Valladolid. A l'interior residia una comunitat de tot just vint estudiants, entre els quals varen figurar teòlegs de gran prestigi i personalitats de les lletres o les lleis com Bartolomé de las Casas, Melchor Cano, Luis de Granada o Francisco de Vitoria.
Al segle xix va cessar l'activitat de col·legi,. El 29 d'abril de 1933 va esdevnir la seu del Museu Nacional d'Escultura. Després de la remodelació efectuada al començament del segle xxi, des de setembre de 2009 és la seu principal d'aquest museu, i acull de nou la col·lecció.

## Elements arquitectònics

### La façana

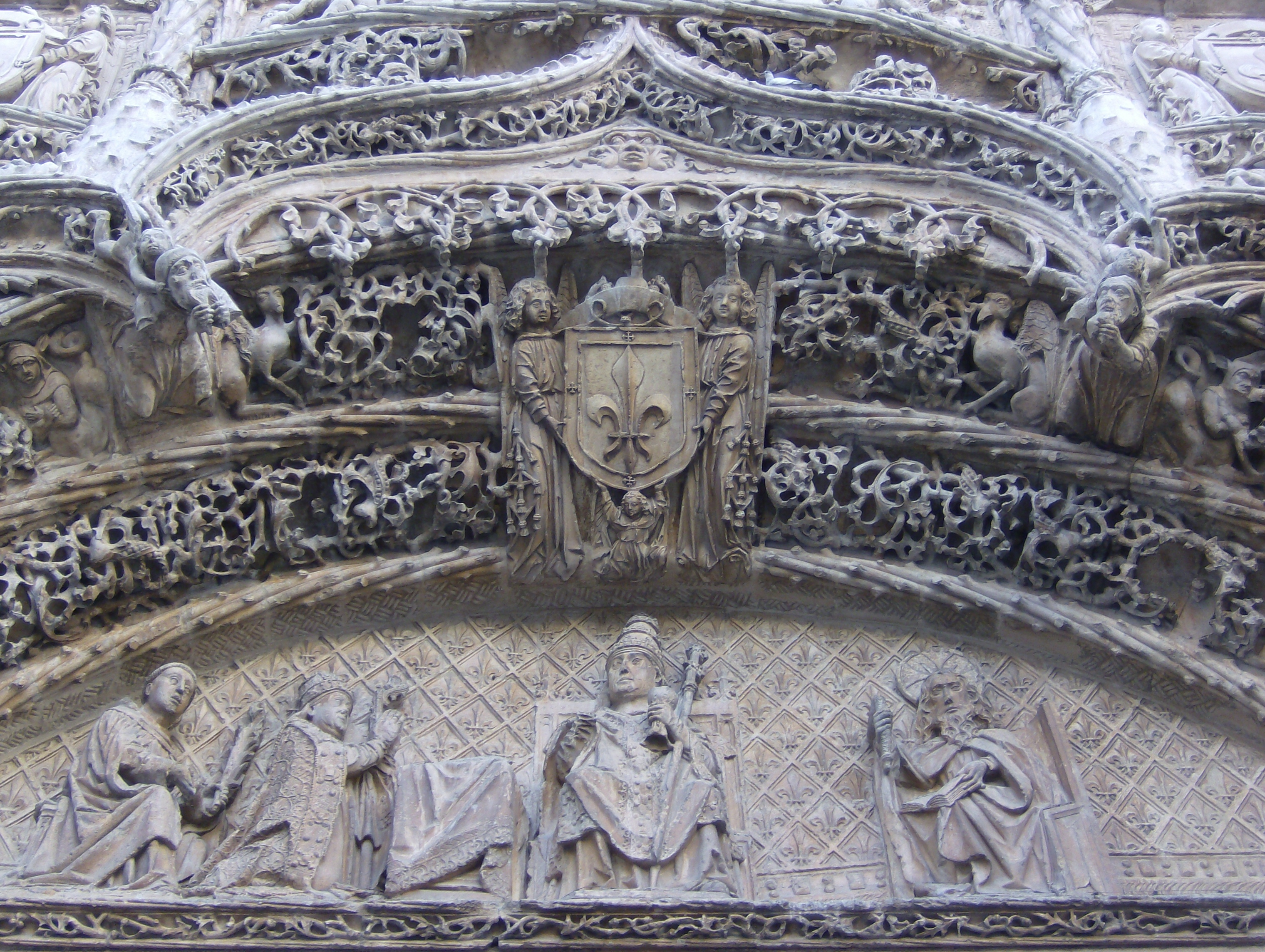
El timpà de la façana.

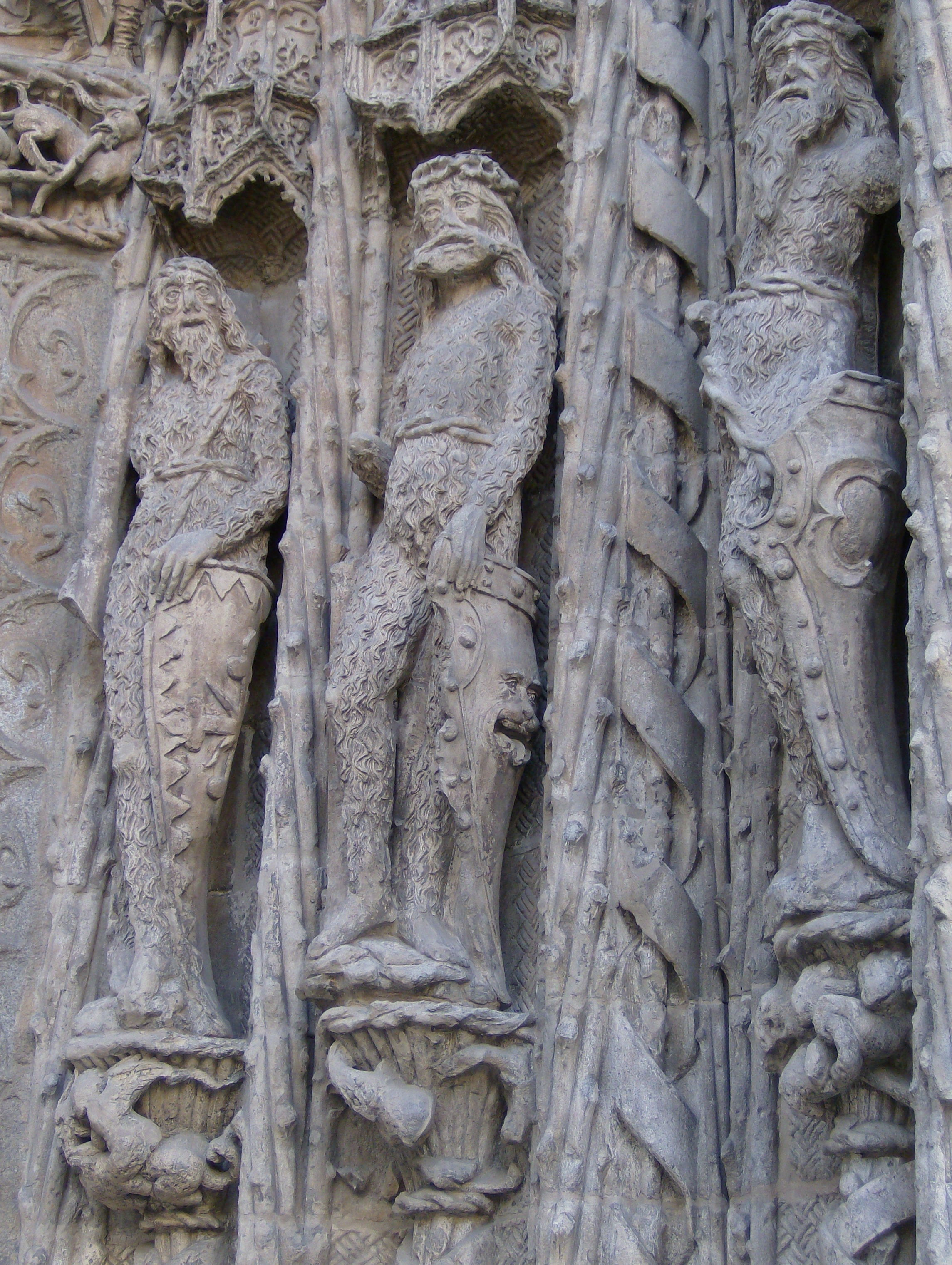
Els homes salvatges.

La façana va ser concebuda com un teló o estendard (arquitectura suspesa). És compartimentat amb elements vegetals que evoquen els arcs triomfals construïts amb fusta i enramada, reforçant el seu caràcter civil i urbà. Donada la significació simbòlica, l'explicació dels diferents motius i elements que la integren ofereix una gran dificultat.
Al  timpà principal i sobre la llinda decorat amb flor de lis apareix la dedicatòria i l'ofrena del Col·legi per part del frare dominic Alonso de Burgos a sant Gregori el Gran en presència de  Sant Pau i  Sant Domènec.
Destaquen les figures d'homes salvatges coberts, o no, de pèl, i amb garrots i escuts, o bé al·ludeixen al costum cortesà de disfressar escuders amb ocasió de festes, o bé representen la imatge mítica de l'«home natural», tal com es va discutir per aquelles dates. Més amunt escultures de cavallers, vestits amb armadures i portant llances i escuts, encarnant la Virtut.
La part central superior està ocupada per un estany hexagonal, entorn del qual s'arremolinen parelles de nens i del qual emergeix un magraner ple de fruits. Aquesta escena constitueix una possible al·lusió a l'Arbre de la Ciència i a la Font de la Vida, símbols del Paradís al qual només podria tornar l'home a través del coneixement de les arts i de la teologia.
La presència de l'escut dels Reis Catòlics, sostingut per lleons i per l'àguila de Sant Joan Evangelista podria tenir una significació política o podria ser una al·lusió a la dedicació de l'edifici a la Monarquia, a qui Alonso de Burgos va nomenar hereva i patrona del Col·legi.

### Pati i escala

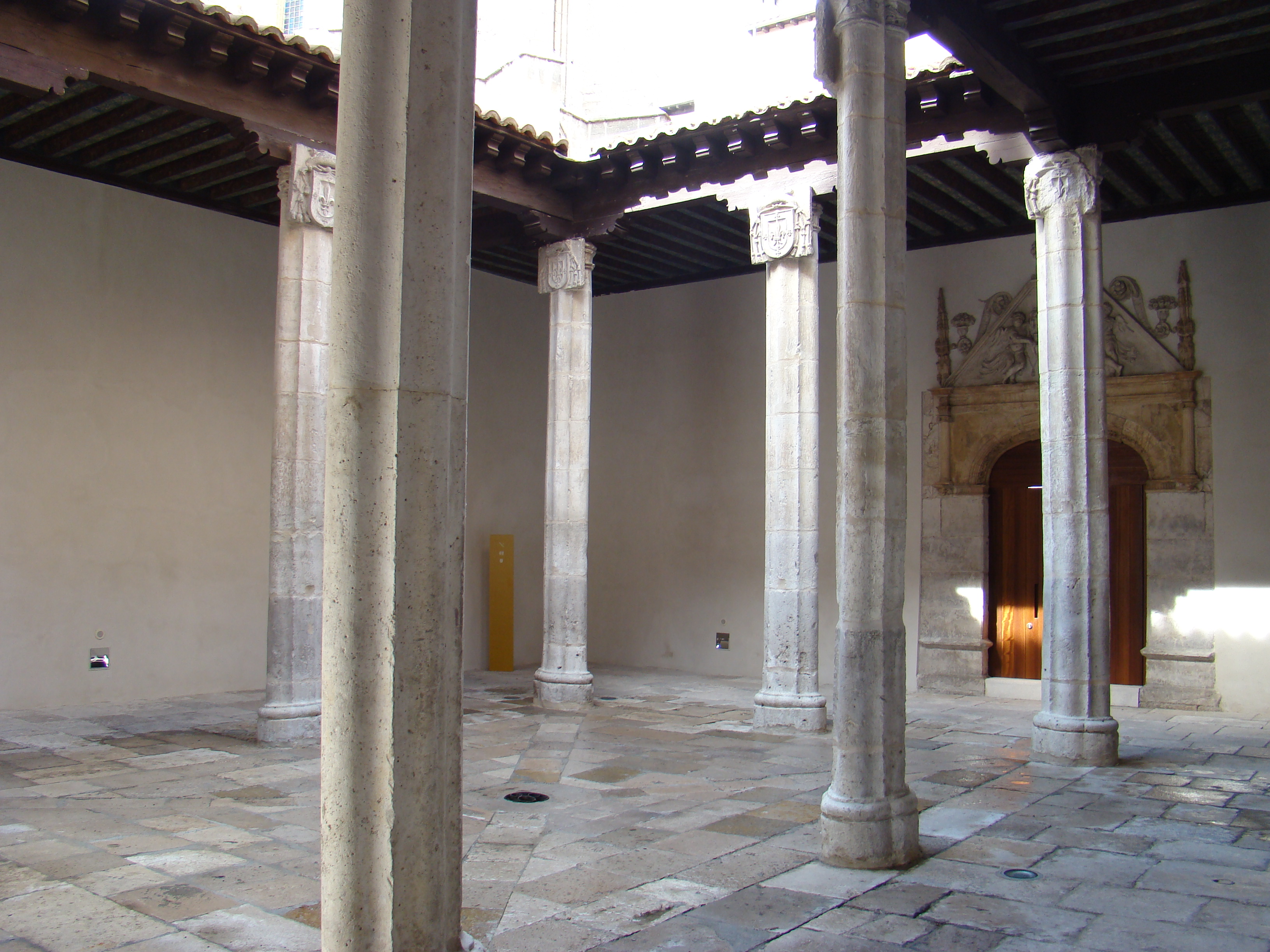
Pati d'Estudis del Col·legi de Sant Gregori.

Des de la façana s'accedeix a un petit espai, el Pati d'Estudis, que actua com a distribuïdor de tot el conjunt, enllaçant els dos grans àmbits que el formen, el Col·legi de Sant Gregori i la Capella funerària de fra Alonso.

Pati i arcada del pis superior.

El pati del Col·legi és de planta quadrada i representa una de les joies d'estil hispano-flamenc. Els seus dos pisos s'aixequen sobre pilars helicoidals decorats els seus capitells amb mitges boles i flors de lis i separats ambdós pisos pel tema de la cadena.
A l'arcada del pis superior es troba tota la decoració, mitjançant la barana de pedra de traceria gòtica i cortines pètries amb arcs geminats en la qual es troben nens jugant. Un fris de jous i fletxes (emblemes dels Reis Catòlics) i les gàrgoles és l'únic que es conserva del seu antic coronament.
A ambdós pisos s'obren un bon nombre de portes on la major o menor decoració d'aquestes respon a la importància de les sales a la qual donaven accés: refectori, sala de graus, biblioteca, sala capitular, cel·les dels col·legials, etc.
L'accés al pis superior es realitza a través d'una sola escala on la balustrada i part baixa dels murs es resol amb una traceria gòtica composta a base de rombes, la resta de les parets ofereix un encoixinat de disseny renaixentista, i la coberta té un bell enteixinat mudèjar. Grans escuts en els murs amb la flor de lis tornen a fer palès el record del fundador.

### Capella

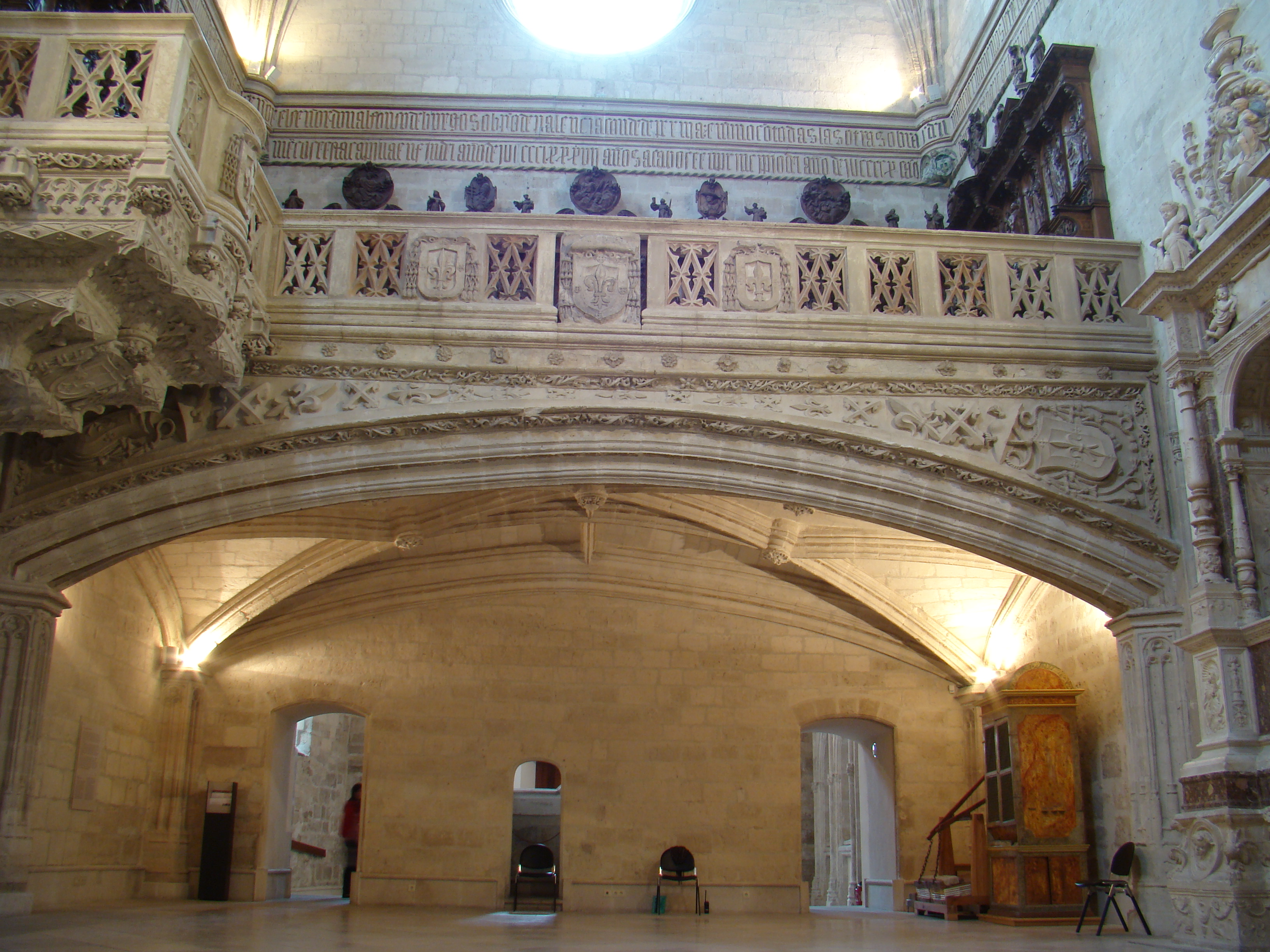
Cadirat de la capella del Col·legi de Sant Gregori

Cadirat de la capella del Col·legi de Sant Gregori

Té una estructura senzilla; consta de dos trams rectangulars i un absis poligonal, coberts amb volta de creueria els nervis reposen en mènsules decorades amb escultures d'àngels amb les armes del patró.
En 1499 es va adossar a la capella una sagristia de dos pisos, situada als peus i comunicada amb l' Església de Sant Pau, l'obra de la qual va ser realitzada per Simón de Colonia, també se li va encarregar la construcció d'un corredor que connectés el Col·legi amb la capella, avui desaparegut.
De l'antic mobiliari religiós de la capella avui no queda res al seu interior.
El sepulcre de fra Alonso de Burgos, obra de Felipe Bigarny, se situava en el centre, i va desaparèixer quan la guerra de la Independència.
Alguns seients del cadirat de cor, amb curioses imatges tallades en els recolzadors de mans, ronden escampats al Museu Diocesà de Valladolid.
El retaule, de Gil de Siloé, va desaparèixer amb la Guerra d'Independència Espanyola.

## Anècdota
A Castella i Lleó hi ha dos exemples de façana monumental que presideixen importants edificis en el seu dia destinats a la docència, un d'estil gòtic isabelí i un altre plateresc: el Col·legi de Sant Gregori de Valladolid i la Universitat de Salamanca. En tots dos casos apareix una exuberant decoració.
La granota de Salamanca
Ja s'ha convertit en una tradició, promoguda especialment pels guies turístics, el localitzar entre l'embolic decoratiu de la façana de la Universitat de Salamanca, una granota com a talismà de bona sort. Efectivament la granota hi apareix enfilat sobre una de les calaveres que estan llaurades a l'altura de la cornisa que recorre el primer cos, concretament al contrafort dret que emmarca la façana. La seva presència segueix sent un misteri i d'aquí el seu encant i intriga.

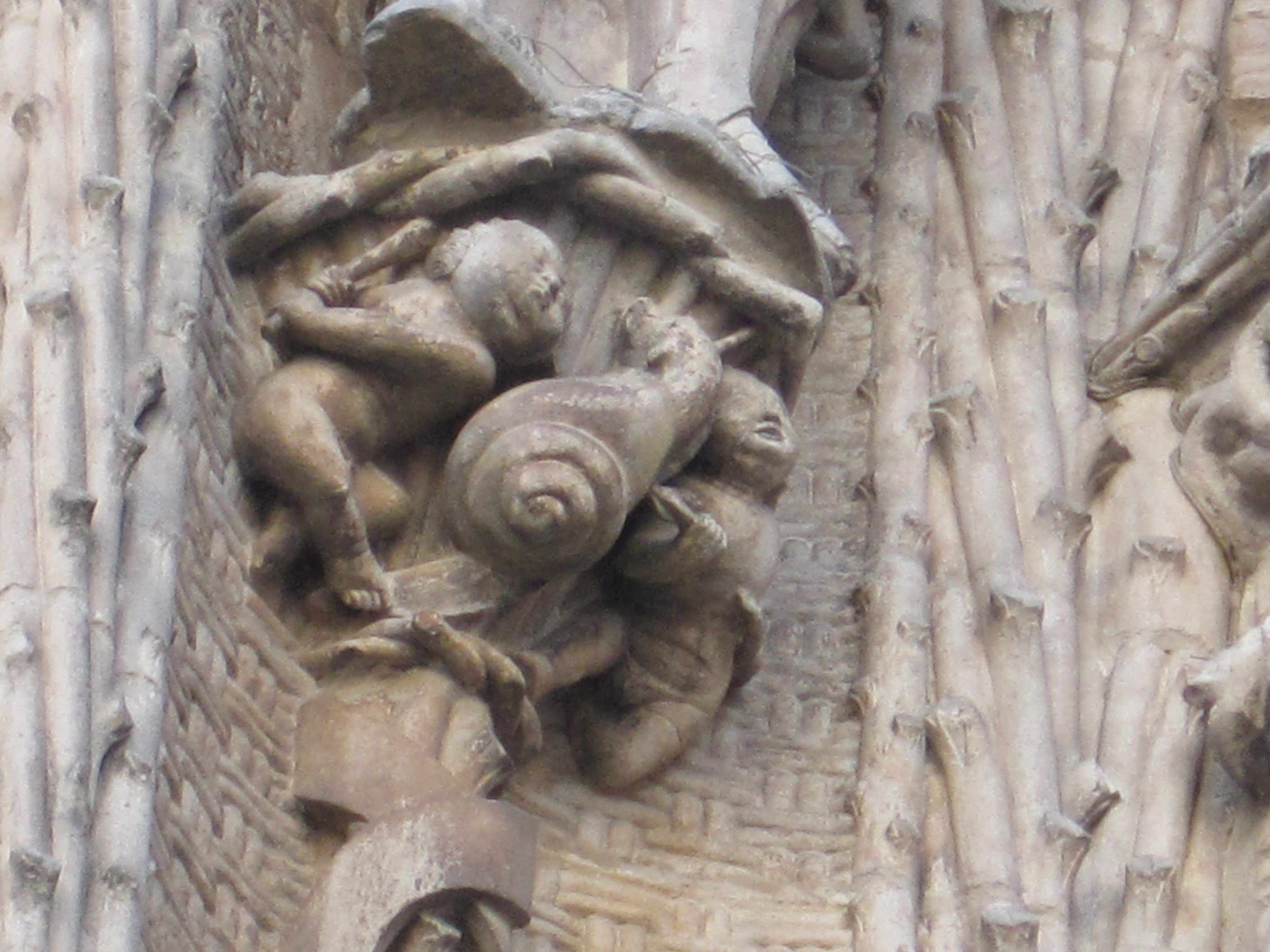
El cargol de Valladolid
I com Valladolid no podia ser menys, també va voler tenir el seu propi talismà, no a la Universitat, sinó en un centre d'estudis de Teologia: el Col·legi de Sant Gregori. Hi va haver qui va triar i difondre la recerca d'un cargol com a símbol val·lisoletà per provar l'agudesa visual i ser recompensat per això amb els mateixos efectes màgics que a Salamanca.
En el cas de Valladolid el significat és més explícit, ja que l'animal apareix castigat per dues figures de nens col·locades al costat, un que es disposa a pegar-li amb un garrot i un altre que intenta travessar-lo amb una llança. De manera que el cargol adquireix en aquest col·legi el simbolisme de la lluita contra la mandra, identificant la lentitud del cargol amb la vagància que ha de ser combatuda pels estudiants.
L'escena en què apareix el cargol forma part d'una mènsula o peanya que sustenta la figura d'un soldat revestit d'armadura, que porta llança i escut, col·locat al pinacle esquerr que delimita la façana, en l'arrencada del cos superior i a l'altura de la rematada de l'arc conopial de la portada. El soldat i la mènsula s'orienten cap a l'interior de la portada.

## Vídeos
Façana del Col·legi de Sant Gregori